# Souvrství Horseshoe Canyon

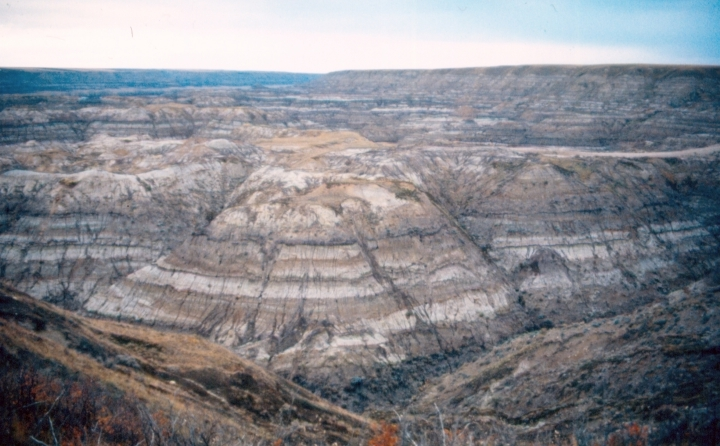
Sedimenty v souvrství Horseshoe Canyon.

Horseshoe Canyon („kaňon koňské podkovy“) je geologické souvrství, jehož výchozy se nacházejí na území kanadské provincie Alberty. Název získalo podle stejnojmenné oblasti nedaleko města Drumheller.

## Charakteristika a význam
Sedimenty tohoto souvrství mají mocnost až 230 metrů a pocházejí z období pozdní svrchní křídy (geologické stupně kampán až maastricht, asi před 74 až 67 miliony let). Mezi nejvýznamnější fosilie z této formace patří velmi početné zkameněliny dinosaurů. Kromě dinosaurů jsou pak odtud známé také fosilie pravěkého savce rodu Didelphodon a fosilie krokodýlovitých plazů, želv, choristoderů, plesiosaurů a ryb. Významné jsou také zdejší lokality s objevy mikrofosilií (například zubů dinosaurů, obojživelníků i savců).
Mezi nejzajímavější objevy z tohoto souvrství patří například vůbec první potenciální fosilie embryí tyranosauridů, objevené v podobě malé čelistní kosti a drápu z nohy v souvrství Two Medicine a právě také v souvrství Horseshoe Canyon na území Alberty. Jednalo se o velmi malé exempláře o délce asi 0,7 a 1,0 metru, pravděpodobně dosud nevylíhlá nebo jen krátce vylíhnutá mláďata rodů Albertosaurus, Gorgosaurus nebo Daspletosaurus.

## Seznam dinosaurů ze souvrství Horseshoe Canyon

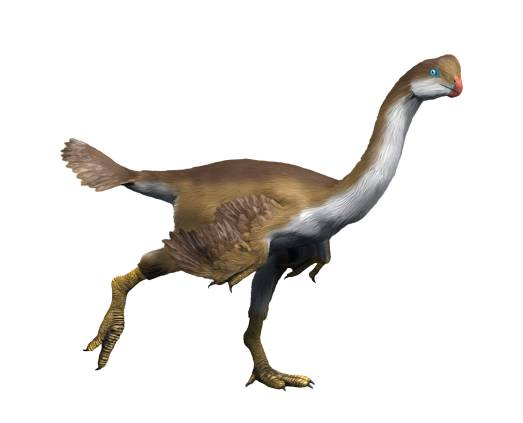
Apatoraptor – rekonstrukce vzezření.

- Albertavenator
- Albertonykus
- Albertosaurus
- Anchiceratops
- Anodontosaurus
- Apatoraptor
- Arrhinoceratops
- Atrociraptor
- Daspletosaurus
- Edmontonia
- Edmontosaurus
- Eotriceratops
- Epichirostenotes
- Euoplocephalus
- Hypacrosaurus
- Montanoceratops
- Ornithomimus
- Pachyrhinosaurus
- Parksosaurus[6]
- Saurolophus
- Sphaerotholus
- Struthiomimus[7]